# Jeffrey Bruinsma
Jeffrey Bruinsma (* 1977) ist ein niederländischer Jazzgeiger.
Bruinsma studierte klassische und Jazzvioline am Konservatorium von Den Haag und erlangte 2002 am Konservatorium von Amsterdam den Mastergrad. Seit 2001 leitet er eine eigene Band, das Bruinsma Syndicaat, dem der Bratschist Oene van Geel, der Perkussionist Afra Mussawisade und der Holzbläser Marten Ornstein angehören.
Daneben arbeitete er mit der Theatergruppe Orkater, dem Sänger Maarten van Roozendaal, dem Jazzorchester des Concertgebouw, dem Zapp!-Streichquartett, dem Maartje ten Hoorn Streichquartett sowie den Gruppen Jargon und Room Eleven. 2005 komponierte er die Musik zu dem Ballett Paramount des Choreographen Ed Wubbe. Er leitete auch das internationale Ensemble, das das Scapino Ballet bei der Aufführung des Stücks – unter anderem im Opernhaus von Tel Aviv – begleitete.
2006 gewann er in Amsterdam den Deloitte Jazz Award, im Folgejahr komponierte er die Musik zu der Musiktheatershow Basluik. 2008 nahm er im Concertgebouw mit seiner Gruppe Syndicaat (in der Besetzung Gulli Gudmundsson, Jesse van Ruller, Martijn Vink und Afra Mussawisade) das Livealbum Area 51 auf.